# Koncepcje człowieka w gospodarce
Socjologia ekonomiczna wyróżnia trzy koncepcje człowieka w gospodarce:
- Człowiek ekonomiczny. Koncepcja ta jako podmiot rozważań stawia jednostkę skoncentrowaną na osiągnięciu partykularnych interesów. Człowiek ekonomiczny kieruje się racjonalną kalkulacją, działa na zasadach wolnego wyboru, przestrzenią jego działań jest rynek i sfera prywatna. Swoje działania poddaje matematycznej analizie, aby precyzyjnie przewidzieć szanse osiągnięcia zysku, lub potencjalne zagrożenie strat.

- Człowiek socjologiczny. Człowiek socjologiczny jest najczęściej podmiotem zbiorowym (grupa, wspólnota, bądź jednostka jako członek grupy, wspólnoty). Działania człowieka socjologicznego motywowane są przez wartości min. tradycję, solidarność, równość, wiarę. Podmiot ten ocenia swoje działania w kategoriach dobra i zła a nie zysku i straty. Potrafi zrezygnować ze swojego osobistego zysku dla dobra wspólnego. Kieruje się często przyzwyczajeniami, nawykami, zasadami sprawiedliwości społecznej. Przestrzenią działania człowieka socjologicznego jest społeczeństwo (rynek to instytucja publiczna), sfera publiczna.

- Człowiek społeczno-ekonomiczny (zakorzeniony instytucjonalnie).Obie przedstawione koncepcje są skrajne, ich optymalnym połączeniem jest koncepcja człowieka społeczno-ekonomicznego. Zakłada ona, że człowiek dokonuje decyzji zarówno na podstawie przesłanek ekonomicznych jak i socjologicznych.

Zachowania człowieka społeczno-ekonomicznego można ująć w następujący schemat analityczny:
- Reguły-wzory instytucjonalne.Mają one charakter zewnętrzny wobec jednostki, człowiek jest w nich zakorzeniony. Wzory te mogą odnosić się do rodziny, społeczności lokalnej itp. Mają wpływ na przykład na zachowania wyborcze lub formy uczestniczenia w kulturze.

- Wybory indywidualne. Są to zadowalające decyzje podejmowane na podstawie dostępnych informacji, z uwzględnieniem poziomu aspiracji człowieka.

- Modele mentalne.Jednostka dokonuje poznawczych interpretacji otoczenie na podstawie własnych doświadczeń i obserwacji zewnętrznych wzorców. Modele poznawcze mają charakter wewnętrzny i pełnią funkcję swoistego wzorca- matrycy, które pomagają jednostce w podejmowaniu indywidualnych decyzji.

- Zachowania jednostki.Są to realne działania i doświadczenia człowieka w gospodarce.